# Gewerkschaftsbund von Macau

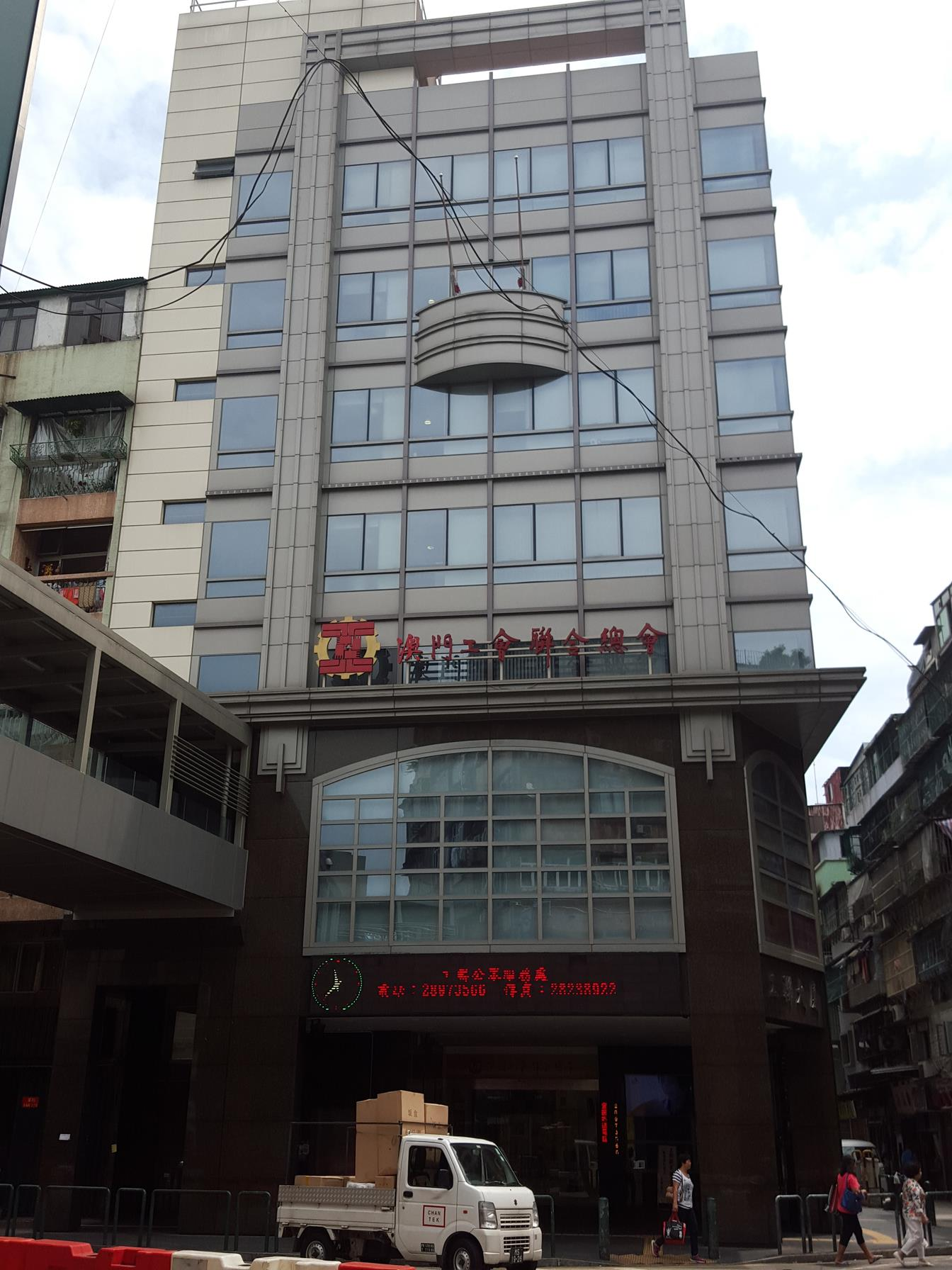
Gebäude des Gewerkschaftsbundes

Der Gewerkschaftsbund von Macau (offiziell Föderation der Arbeitervereinigungen Macaus, portugiesisch Federação das Associações dos Operarios de Macau, chinesisch 澳門工會聯合總會) ist die einflussreichste Gewerkschaft in Macau und die wichtigste Dachorganisation der Arbeitnehmer in der Sonderverwaltungszone. Dazu tritt die Organisation als politische Vereinigung auch in der Politik als treuer Teil des Pro-Peking-Lagers in Erscheinung.

## Politische Arbeit
Der Gewerkschaftsbund von Macau tritt auch zu Wahlen zur Gesetzgebenden Versammlung von Macau an. Die Mitglieder werden teilweise in einer Direktwahl gewählt und teilweise über sogenannte funktionelle Wahlkreise ernannt. Für die Direktwahl tritt der Gewerkschaftsbund mit der Wahlliste União Para O Desenvolvimento an, welche bei der Parlamentswahl 2017 zwei Sitze erhielt. Darüber hinaus stellt der Gewerkschaftsbund auch die Mitglieder der Comissão Conjunta da Candidatura das Associações de Empregados, welche die einzige Wahlliste im funktionellen Wahlkreis des Arbeitersektors gewesen ist. Somit hält der Gewerkschaftsbund von Macau über verschiedene Wege faktisch vier der 33 Sitze im Parlament.